# Louis Gregh
Louis Gregh (Philippeville, prop de Skikda, Algèria, 16 de març de 1843 - Sainte-Mesme, Seine-et-Oise, prop d'Yvelines, 21 de gener de 1915) fou un compositor i editor francès. Fou el pare del poeta i escriptor Fernand Gregh.
En un principi, només es donà conèixer per una sèrie de composicions per a piano, i després donà al teatre un gran nombre d'operetes, entre les quals cal citar:
- Le lycée de jeunes filles (1881);
- Le présomptif (1884);
- Arlette (1891);
- Patard, Patard et Cª. (1893);
- Instantané, pantomima (1894);
- Le capitaine Roland (1895).